# Vacheron Constantin
Vacheron Constantin é um dos mais antigos fabricantes de relógios de alta gama da Suíça 
paralelamente com Blancpain. A marca pertence atualmente ao grupo Richemont e foi a primeira a ter recebido o selo de qualidade Poinçon de Genève.

## História
A Vacheron Constantin foi fundada em 1755 por Jean-Marc Vacheron, mestre relojoeiro com 24 anos de idade, e é a relojoaria mais antiga do mundo com o mesmo nome  

## Efemérides
- 1819 - F. Constantin, o neto de Jean-Marc lança o logo: "Faire mieux si possible, ce qui est toujours possible"
- 1839 - entra em serviço Georges-Auguste Leschot
- 1844 - Georges-Auguste Leschot é recompensado com a medalha de ouro da cidade pelo seu sistema pantográfico
- 1877 - recompensada com a medalha de ouro  na Exposição nacional suíça e recebe nesse ano o Poinçon de Genève [3]
- 1970 - Supressão do "&" ao nome Vacheron & Constantin
- 1996 - a firma é comprada pelo grupo Richemont
- 2004 - nova fábrica em Plan-les-Ouates
- 2005 - para festejar os 250 anos foram criados sete exemplares do relógio Tour de l'Île[2]
- 2024 - lançou o Les Cabinotiers Berkley Grand Complication, considerado o relógio mais complicado do mundo, incluiu 63 complicações e é o primeiro a integrar um calendário perpétuo chinês. Integra 2.877 peças, sendo que 877 delas destacam-se pelo seu acabamento feito à mão. O desafio foi realizado de três mestres relojoeiros que, durante 11 anos, se dedicaram exclusivamente ao projeto.[4]